# برموفلوئورومتان
برموفلوئورومتان (به انگلیسی: Bromofluoromethane) با فرمول شیمیایی CH۲BrF یک ترکیب شیمیایی با شناسه پاب‌کم ۶۱۱۰۸ است. که جرم مولی آن 112.93 g/mol می‌باشد. شکل ظاهری این ترکیب، گاز است.